# 戈尔孔达 (绘画)

戈尔孔达

《戈尔孔达》（法語：Golconde）是由比利时超现实主义画家雷內·馬格利特于1953年创作的画作。此画的尺寸的尺寸是长80.7公分，宽100.6公分，现藏于墨西哥德尔帕拉西奥博物馆。